# Gabriel Chavanne
Pour les articles homonymes, voir Chavannes.
Gabriel Chavanne, né le 20 janvier 1992 à Berne, est un coureur cycliste suisse, spécialiste du contre-la-montre.

## Biographie
Au mois d'août 2011, Gabriel Chavanne d'intégre en tant que stagiaire l'équipe continentale suisse Atlas personal.
En 2012, il intègre le Chambéry CF, avec lequel il remporte le Grand Prix de Saint-Étienne Loire, classique du calendrier national français. Il termine par ailleurs huitième du Tour Alsace et dixième du ZLM Tour, manche de la Coupe des Nations espoirs. Ces bons résultats lui permettent d'être stagiaire dans la formation World Tour AG2R La Mondiale deux années de suite.
Il décide de mettre un terme à sa carrière à l'issue de la saison 2016 mais revient à la compétition par la suite.

## Palmarès sur route

### Par année
- 2008
  - Prix des Vins Henri Valloton débutants
- 2009
  - 2e du Prix des Vins Henri Valloton juniors
- 2010
  -  Champion de Suisse sur route juniors
  -  Champion de Suisse du contre-la-montre juniors
- 2011
  - Grand Prix de La Courtine
- 2012
  - Grand Prix de Saint-Étienne Loire
  - Grand Prix d'Annecy
  - 3e du championnat de Suisse du contre-la-montre espoirs
  - 3e du Tour du canton de Châteaumeillant
- 2013
  - 1re étape du Tour du Pays Roannais
  - 3e du championnat de Suisse du contre-la-montre espoirs
- 2015
  - Grand Prix des Carreleurs
  - 1re étape du Tour du Jura
  - Grand Prix de Soultz-sous-Forêts
- 2016
  - Grand Prix des Carreleurs
  - Enfer du Chablais
- 2021
  - Grand Prix Mobiliar

### Classements mondiaux
| Année           | 2011 | 2012 | 2013 | 2014 | 2015 | 2016   |
| --------------- | ---- | ---- | ---- | ---- | ---- | ------ |
| UCI Europe Tour | 825e |      |      |      |      | 1 602e |

## Palmarès sur piste

### Championnats de Suisse
- 2010
  -  Champion de Suisse de l'omnium juniors
- 2011
  - 3e de la poursuite par équipes
- 2012
  - 2e de la poursuite par équipes
- 2013
  - 3e du kilomètre

## Palmarès en cyclo-cross
- 2006-2007
  - 2e du championnat de Suisse de cyclo-cross débutants
- 2007-2008
  - 2e du championnat de Suisse de cyclo-cross débutants